# Maria Velho da Costa
Maria Velho da Costa (portuguès: Maria de Fátima de Bivar Velho da Costa)  (Lisboa, 26 de juny de 1938 - Lisboa, 23 de maig de 2020) fou una escriptora portuguesa que va guanyar el Premi Luís de Camões l'any 2002.
Va llicenciar-se en filologia germànica i va ser professora d'ensenyament secundari i membre de l'Associació Portuguesa d'Escriptors. Entre els anys 1973 i 1978 va ser-ne membre de la direcció i presidenta. Va realitzar el curs de Grup-Anàlisi de la Societat de Neurologia i Psiquiatria i va ser professora del Departament de Portuguès i Brasiler del King's College, Universitat de Londres, entre els anys 1980 i 1987.
L'Estat Portuguès li va atorgar tasques de caràcter cultural: va ser adjunta del Secretari d'Estat de Cultura el 1979 i adjunta de Cultura a Cap Verd entre 1988 i 1991. Va exercir també funcions en la Comissió Nacional per a les commemoracions dels descobriments portuguesos i treballà posteriorment a l'Institut Camões.
Des de l'any 1975 va col·laborar de manera regular en guions cinematogràfics, particularment en les pel·lícules de João César Monteiro, Margarida Gil i Alberto Seixas Santos.
La seva obra s'emmarca en una fase recent de l'experimentalisme lingüístic. Les seves obres més importants són: O Lugar-Comun (1966), Maria Mendes (1969), Casas pardas (1977), Da rosa fixa (1978) i Lúcialima (1983).

## LesNovas Cartas Portuguesas
Juntament amb les també escriptores Maria Isabel Barreno i Maria Teresa Horta forma part d'un moviment feminista conegut com «Les Tres Maries». Es van donar a conèixer quan van publicar el 1971 amb aquest pseudònim conjunt les Novas Cartas Portuguesas.
El llibre és un conjunt de textos –entre els quals hi ha cartes, poemes, assaigs...– que havien escrit totes tres conjuntament, per retratar la societat portuguesa, i en particular la situació de la dona a Portugal. El títol pren com a referència el de les Cartes d'amor d'una monja portuguesa, atribuïdes a Mariana Alcoforado, que va viure al segle xvii. Les seves Novas Cartas Portuguesas constituïren la primera crítica condemnatòria de la dictadura portuguesa i per la seva publicació van ser arrestades.